# Klorátlégzés
A klorátlégzés egyes egysejtűek anaerob sejtlégzési módszere, melynek során a sejtek oxigéntartalmú klórvegyületeket redukálva nyernek oxigént a biológiai oxidációhoz. Az Ideonella dechloratansban a klorát-reduktáz a citokróm c-vel és a sejtlégzéshez szükséges későbbi génekkel együtt íródik át, a Pseudomonas stutzeriben pedig szintrófokkal történik ez a reakció. Feltehetően ezen élőlények klorit-dizmutázt is használnak.

## Működés
A klór-oxoanionok, a hipoklorit (ClO−), a klorit (ClO−2), a klorát (ClO−3) és a perklorát (ClO−4) a legtöbb élőlény számára mérgezőek, és bár nagyrészt emberi eredetűek, e vegyületeknek természetes forrásai is megtalálhatók a Naprendszerben. Ezeket az ionokat azonban egyes egysejtűek képesek redukálni az alábbi egyenletek szerint:
ClO−4 → ClO−2 + O2 (Pcr)
ClO−3 → ClO−2 + 0,5 O2 (Clr)
ClO−2 → Cl− + O2 (Cld)
Az ezeket tartalmazó vegyületek energiaforrások (ClO−4, ClO−3), klórozáskor keletkező intermedierek (HOCl), kémiai fegyverek (HOCl) és oxidatívstressz-források (ClO−3, ClO−2, HOCl). Ezt az oxidált klórt tartalmazó anyagok redukciós potenciálja és az alacsonyabb oxidációs számú klór nagyobb reakciókészsége okozza.
A klór-oxoanionok redukciója során keletkező oxigént az élőlények felhasználják a citokróm cbb3-oxidázban.
A klorát- és a perklorátlégző baktériumok egyaránt sokszínű csoportok, így feltehetően horizontális géntranszferrel lehetett megszerezni a klorát- és a perklorát-metabolizmust. A Cld erősen kloritspecifikus, a klorit mellett csak a hidrogén-peroxid esetén aktív. Mivel a klorit a klórt a klorid (−1) és a perklorát (+7) közti oxidációs számban tartalmazza, a Cld klór-oxidok biomarkereként használható. A baktérium- és archeagénuszok 5%-ában található a klorátlégzéshez szükséges Cld-t kódoló gént tartalmazó faj, és egyes génuszokban e gén nagyon állandó.
Számos disszimilatív perklorát- (DPRB) és klorátbontó baktériumot (DCRB) izoláltak és írtak le. Két enzim jellemző erre az anyagcserére: a perklorát-reduktáz (PcrAB) és a klorit-dizmutáz (Cld). Előbbi a perklorátot és a klorátot klorittá, utóbbi a kloritot kloriddá redukálja. A kloráthasználó anyagcsere a perkloráthasználótól abban tér el, hogy ott a klorát-reduktáz (ClrABC) enzim végzi a redukciót, mely klorátspecifikus, és nem bontja a perklorátot.

## Enzimek
A Cld fehérjék a Pfam 06778 fehérjecsaládba tartoznak. A szintén ide tartozó nem Cld fehérjék, melyekből a Cld kifejlődött, általában hembioszintézist végző vas-koproporfirin oxidatív dekarboxilázok (HemQ). Ezek a fehérjék kládot alkotnak.
A Cld fehérjék oxigéntartalmú és oxigénmentes környezetben élő egysejtűekben is előfordulnak. 2009-ben az Azospira oryzae GR–1 klorit-dizmutázát EPR-rel vizsgálva kiderült, hogy egy magas spinű vas(III)-jel van az 5 koordinációs számú nyugalmi állapotú enzimben, és 2 alacsony spinű jel van a 6 koordinációs számú enzimben, igazolva, hogy az vas(IV)-tartalmú komplexet használ ClO− anionnal.

## Lehetséges használat
Az oxidált klórt tartalmazó anyagok, szennyeződések eltávolítására, észlelésére, kemosztátok tisztítására használhatók lehetnek klorátlégző egysejtűek.